# 여러 대륙에 걸친 나라
이 문서는 여러 대륙에 걸친 나라에 관한 내용이다.

## 두 대륙에 걸친 나라

### 아시아와 유럽에 걸친 나라

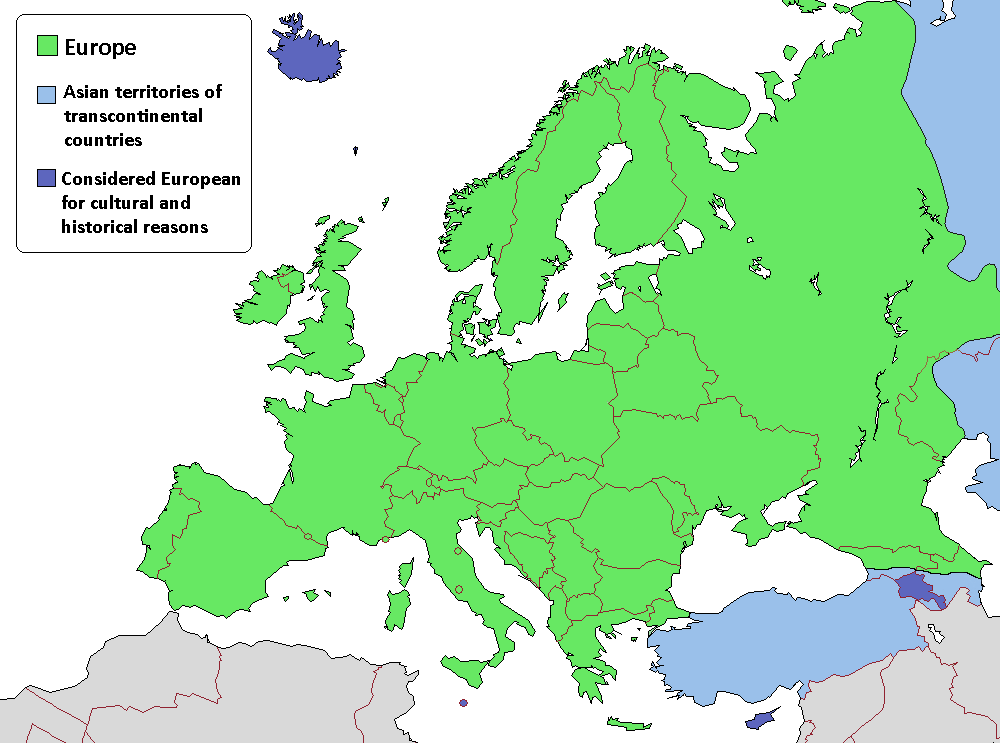
유럽 지역의 대륙 횡단 국가
아시아 지역의 대륙 횡단 국가(아이슬란드 제외)

두 대륙은 대개 우랄산맥과 엠바강, 카스피해와 캅카스산맥, 흑해, 보스포러스 해협과 다르다넬스 해협을 따르는 선을 기준으로 나눈다.
- 아제르바이잔과 조지아는 캅카스 산맥의 분수령을 포함한다. 동유럽과 서아시아 양쪽에 걸친다.
- 카자흐스탄의 일부는 우랄강 서안이다. 따라서 동유럽과 중앙아시아 양쪽에 속한다.
- 러시아에서 우랄산맥 서쪽과 캅카스산맥 북쪽은 동유럽에 속한다. 나머지 대부분의 땅은 우랄 산맥 동쪽의 북아시아와 캅카스산맥 남쪽의 일부 서아시아에 걸쳐 있다.
- 튀르키예는 보스포러스 해협과 다르다넬스 해협을 따라 남유럽과 서아시아에 속한다.
- 아르메니아와 키프로스는 지리적으로는 서아시아에 속하지만, 문화적·정치적으로 유럽과 깊은 관계를 맺고 있다.

| 나라         | 전체 넓이  | 아시아 쪽의 넓이 | 아시아 쪽의 넓이 | 유럽 쪽의 넓이 | 유럽 쪽의 넓이 |
| 나라         | km2        | km2              | %                | km2            | %              |
| ------------ | ---------- | ---------------- | ---------------- | -------------- | -------------- |
| 러시아       | 17,075,200 | 13,115,200       | 76.81            | 3,960,000      | 23.19          |
| 아제르바이잔 | 86,600     | 79,490           | 91.79            | 7,110          | 8.21           |
| 카자흐스탄   | 2,717,300  | 2,567,300        | 94.48            | 150,000        | 5.52           |
| 튀르키예     | 780,580    | 756,768          | 96.95            | 23,812         | 3.05           |
| 조지아       | 69,700     | 67,700           | 97.13            | 2000           | 2.87           |
| 아르메니아   | 29800      | 29800            | 100              | 0              | 0              |
| 키프로스     | 9250       | 9250             | 100              | 0              | 0              |

| 나라         | 전체 인구   | 아시아 쪽의 인구 | 아시아 쪽의 인구 | 유럽 쪽의 인구 | 유럽 쪽의 인구 |
| 나라         | 명          | 명               | %                | 명             | %              |
| ------------ | ----------- | ---------------- | ---------------- | -------------- | -------------- |
| 러시아       | 143,780,000 | 37,742,857       | 26.25            | 106,037,143    | 73.75          |
| 튀르키예     | 68,900,000  | 57,855,068       | 83.97            | 11,044,932     | 16.03          |
| 카자흐스탄   | 15,140,000  | 14,540,000       | 96.04            | 600,000        | 3.96           |
| 아제르바이잔 | 7,870,000   | 7,694,800        | 97.77            | 175,200        | 2.23           |
| 조지아       | 4,690,000   | 4,652,480        | 99.2             | 37,520         | 0.8            |
| 아르메니아   | 3,326,448   | 3,326,448        | 100              | 0              | 0              |
| 키프로스     | 775,927     | 775,927          | 100              | 0              | 0              |

### 아시아와 아프리카에 걸친 나라

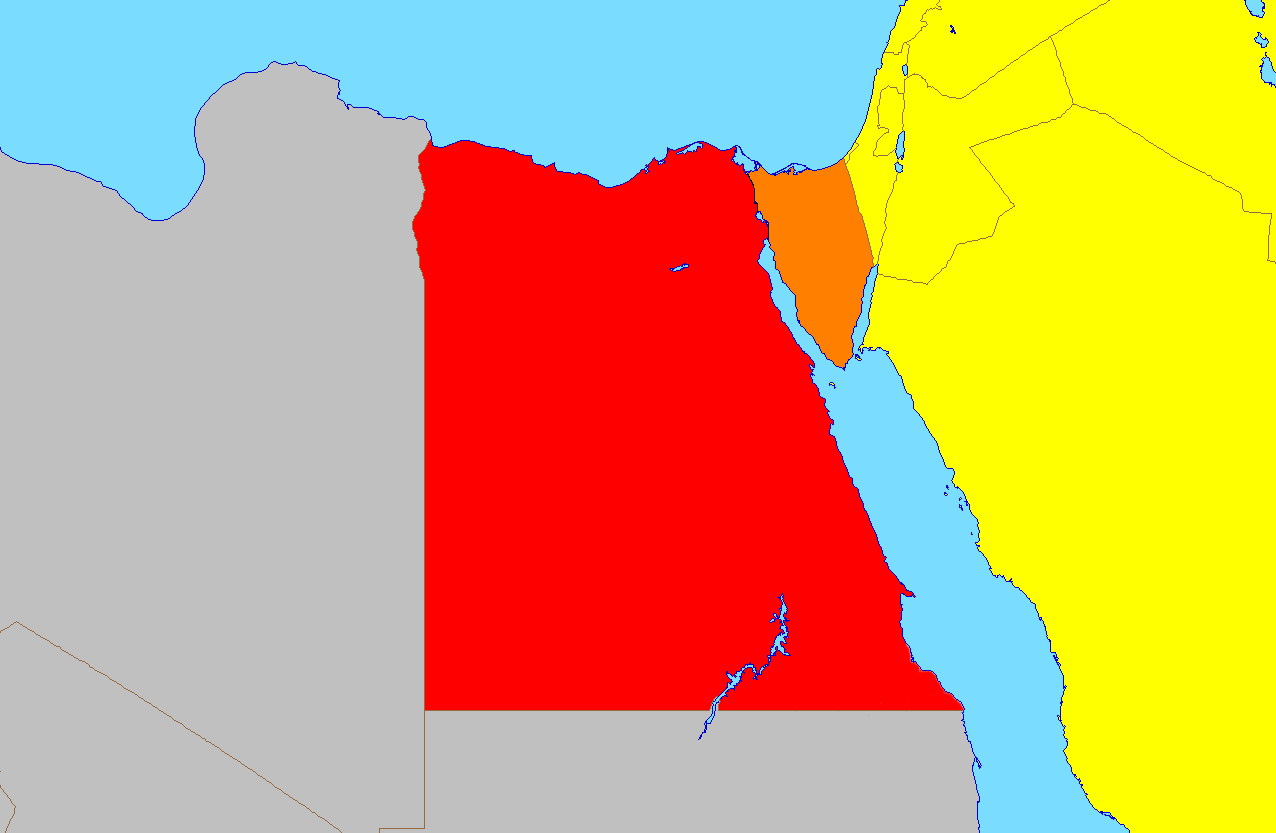
회색/적색 - 아프리카, 주황/황색 - 아시아

두 대륙의 경계는 대개 수에즈 지협과 수에즈 운하를 따른다. 이 경계는 이집트 내에 있으므로, 이집트는 북아프리카와 서아시아 양쪽에 걸치게 된다.
| 나라   | 전체 넓이 | 아프리카 쪽의 넓이 | 아프리카 쪽의 넓이 | 아시아 쪽의 넓이 | 아시아 쪽의 넓이 |
| 나라   | km2       | km2                | %                  | km2              | %                |
| ------ | --------- | ------------------ | ------------------ | ---------------- | ---------------- |
| 이집트 | 1,001,450 | 937,894            | 93.65              | 63,556           | 6.35             |

| 나라   | 전체 인구  | 아프리카 쪽의 인구 | 아프리카 쪽의 인구 | 아시아 쪽의 인구 | 아시아 쪽의 인구 |
| 나라   | 명         | 명                 | %                  | 명               | %                |
| ------ | ---------- | ------------------ | ------------------ | ---------------- | ---------------- |
| 이집트 | 74,718,797 | 73,340,638         | 98.16              | 1,378,159        | 1.84             |

### 아시아와 오세아니아에 걸친 나라

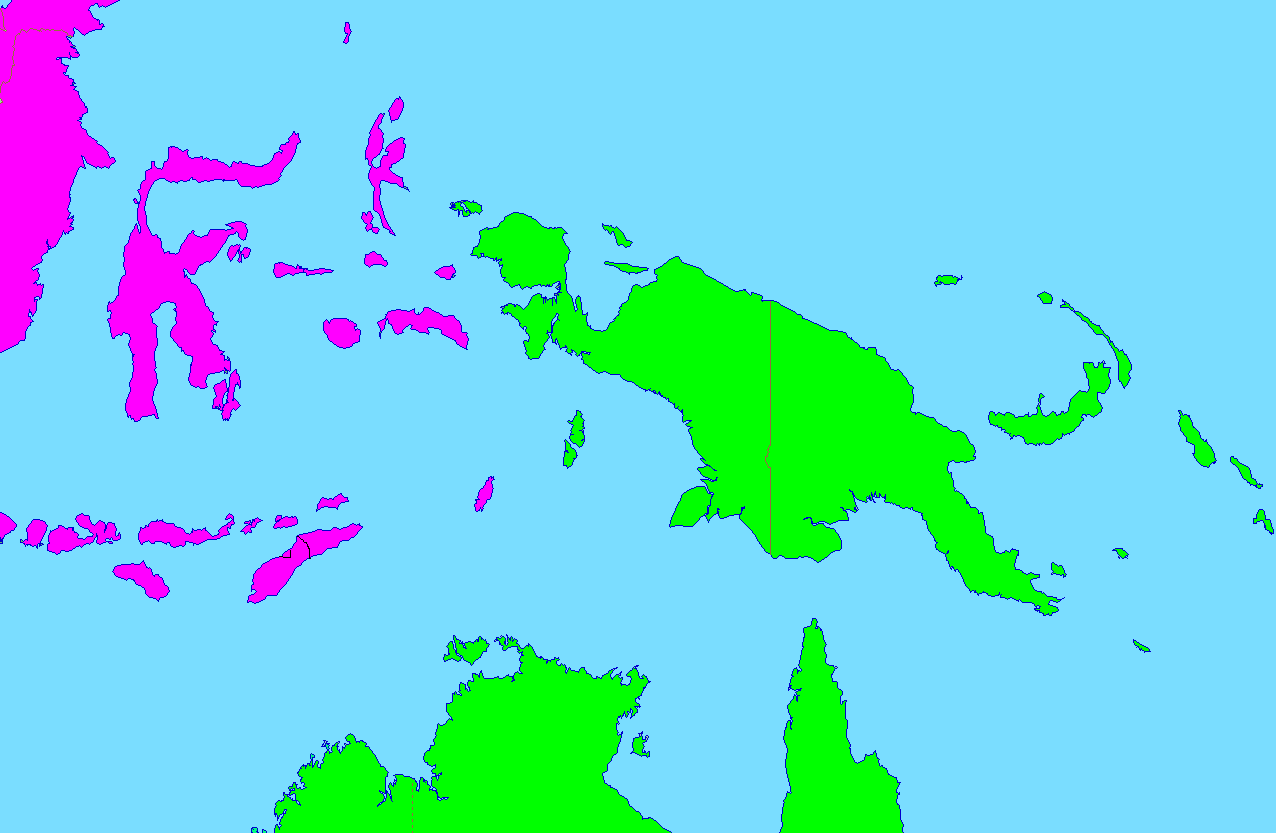
녹색 - 오세아니아, 분홍 - 아시아

아시아와 오세아니아를 나누는 선은 명확하지 않다. 그러나 지리적/생물학적 선을 기준으로 두 대륙의 경계를 나눌 수 있다.
- 오스트레일리아의 해외 영토인 코코스 제도와 크리스마스섬은 동남아시아에 속한다.
- 인도네시아가 실효지배중인 뉴기니섬 서부(서뉴기니)와 아루 제도는 오세아니아에 속한다.
- 일본 도쿄도에 속하는 오가사와라 제도는 오세아니아에 속한다.
- 파푸아뉴기니는 지리적으로 오세아니아에 속한다. 그러나 지리적으로 대부분의 영토가 동남아시아에 속하는 인도네시아가 인접해 있으므로, 동남아시아로 분류하기도 한다.
- 동티모르는 지리적으로는 완전히 오세아니아에 속한다. 인종적으로도 오세아니아계에 가깝다. 하지만 역사적으로나, 정치적으로 인도네시아에 속해 있었으므로 동남아시아의 일부로 여겨진다.

| 나라       | 전체 넓이 | 아시아 쪽의 넓이 | 아시아 쪽의 넓이 | 오세아니아 쪽의 넓이 | 오세아니아 쪽의 넓이 |
| 나라       | km2       | km2              | %                | km2                  | %                    |
| ---------- | --------- | ---------------- | ---------------- | -------------------- | -------------------- |
| 동티모르   | 15,007    | 0                | 0                | 15,007               | 100                  |
| 인도네시아 | 1,919,440 | 1,401,676        | 73.03            | 517,764              | 26.97                |
| 일본       | 377,944   | 377,871          | 99.98            | 73                   | 0.02                 |

| 나라       | 전체 인구   | 아시아 쪽의 인구 | 아시아 쪽의 인구 | 오세아니아 쪽의 인구 | 오세아니아 쪽의 인구 |
| 나라       | 명          | 명               | %                | 명                   | %                    |
| ---------- | ----------- | ---------------- | ---------------- | -------------------- | -------------------- |
| 동티모르   | 1,019,252   | 0                | 0                | 1,019,252            | 100                  |
| 인도네시아 | 238,452,952 | 231,858,022      | 97.23            | 6,594,930            | 2.77                 |
| 일본       | 127,288,419 | 127,285,969      | 99.998           | 2,450                | 0.002                |

### 남아메리카와 북아메리카에 걸친 나라

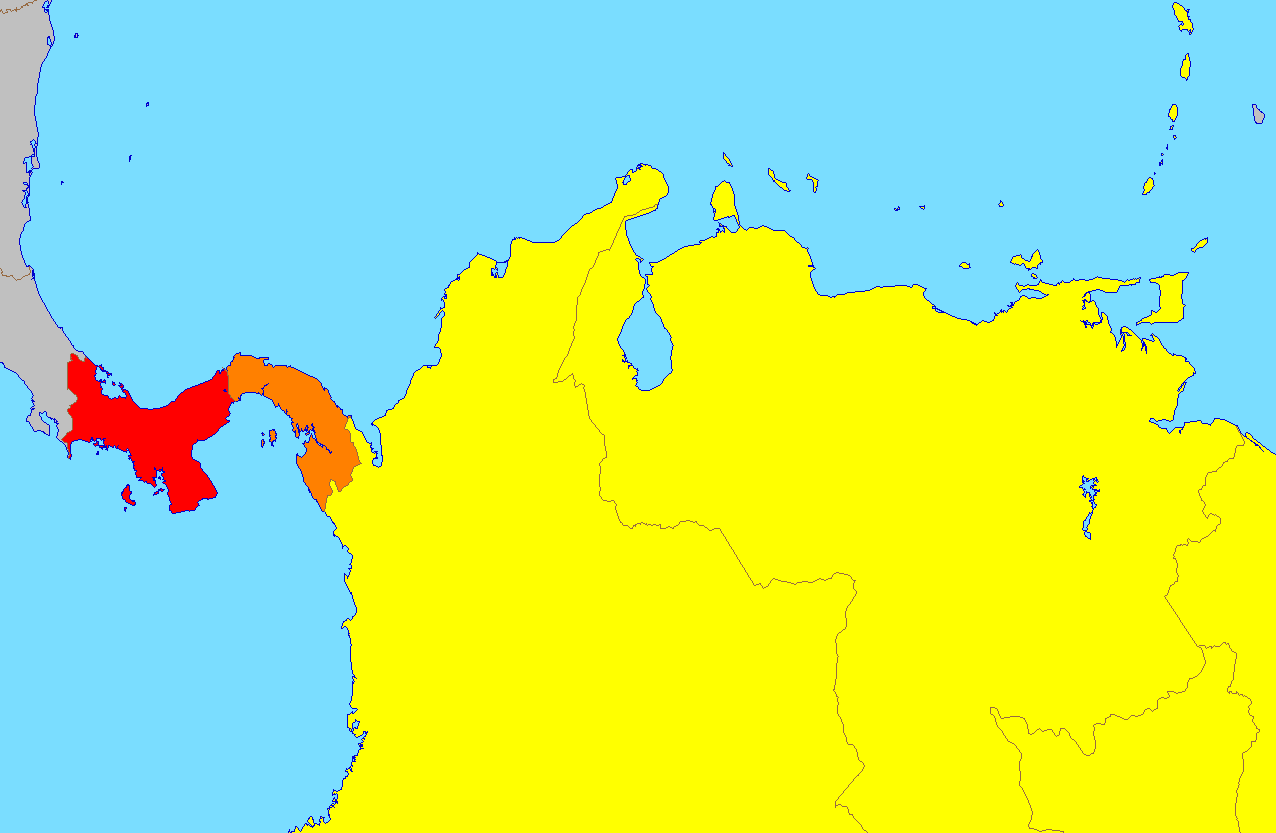
주황/황색 - 남아메리카, 적색/회색 - 북아메리카

두 대륙의 경계는 파나마 지협이다. 대부분의 지도는 다리엔 갭의 다리엔산맥(en:Serranía del Darién)을 기준으로 하여 파나마-콜롬비아 국경을 따르므로 이 설을 따르면 파나마는 두 대륙에 걸친 나라가 되지 않으나 소수설은 최단거리 지협인 파나마 운하를 기준으로 그린 지도도 있다. 후자에 따르면 파나마는 두 대륙에 걸친 나라가 된다.
카리브해의 섬들은 대부분 북아메리카로 분류한다. 리워드안틸레스 제도에 속하는 네덜란드령 섬들인 ABC 제도(아루바, 퀴라소, 보네르섬)은 지질학적으로 남아메리카의 일부이다. 트리니다드 토바고는 특이한 경우이다. 지질학적으로, 트리니다드섬의 남반부는 남아메리카 판에 속하고 트리나다드섬의 북반부와 토바고섬은 카리브 판에 속한다. 문화적으로는 모두 남아메리카보다 앤틸리스 제도에 가깝다. 한편, 베네수엘라는 카리브해 한가운데에 북아메리카에 가까운 아베스섬(Isla Aves)을 가지고 있으며, 콜롬비아는 태평양에 말펠로섬을 영유하고 있는데 이 섬은 남아메리카에 더 가깝다. 그러나 콜롬비아의 산안드레스 이 프로비덴시아주는 북아메리카에 속한다.
| 나라                   | 전체 넓이 | 남아메리카 쪽의 넓이 | 남아메리카 쪽의 넓이 | 북아메리카 쪽의 넓이 | 북아메리카 쪽의 넓이 |
| 나라                   | km2       | km2                  | %                    | km2                  | %                    |
| ---------------------- | --------- | -------------------- | -------------------- | -------------------- | -------------------- |
| 트리니다드 토바고      | 5,128     | 303                  | 5.91                 | 4,825                | 94.09                |
| 구 네덜란드령 안틸레스 | 800       | 68                   | 8.5                  | 732                  | 91.5                 |
| 파나마                 | 78,200    | 52,853               | 67.59                | 25,347               | 32.41                |

| 나라                   | 전체 인구 | 남아메리카 쪽의 인구 | 남아메리카 쪽의 인구 | 북아메리카 쪽의 인구 | 북아메리카 쪽의 인구 |
| 나라                   | 명        | 명                   | %                    | 명                   | %                    |
| ---------------------- | --------- | -------------------- | -------------------- | -------------------- | -------------------- |
| 구 네덜란드령 안틸레스 | 221226    | 59226                | 26.77                | 162000               | 73.23                |
| 파나마                 | 3,000,463 | 2,498,717            | 83.28                | 299,936              | 16.72                |

### 아메리카와 오세아니아에 걸친 나라
- 미국의 하와이주와 자치령인 괌, 북마리아나 제도, 아메리칸사모아, 그리고 무인도인 미드웨이섬, 베이커섬, 웨이크섬, 자비스섬, 존스턴섬, 킹맨섬, 팔미라섬, 하울랜드섬은 오세아니아에 속한다.

### 아프리카와 유럽에 걸친 나라
- 스페인의 카나리아 제도와 모로코 해안에 위치한 멜리야와 세우타는 아프리카에 속한다.
- 포르투갈의 마데이라 제도는 아프리카에 속한다.
- 이탈리아의 판텔레리아, 람페두사섬, 람피오네섬등 지중해의 유럽과 아프리카의 사이에 있는 섬들은 지질학적으로 아프리카에 속한다고 볼 수 있다. 그러나 문화적으로 유럽으로 분류된다.

### 유럽과 아메리카에 걸친 나라
- 덴마크의 자치령인 그린란드는 북아메리카에 속한다.

## 세 개 이상의 대륙에 걸친 나라
- 프랑스의 본토는 완전히 유럽에 속하지만, 해외 영토가 남아메리카, 북아메리카, 아프리카, 오세아니아에 속하여 남극 대륙과 아시아를 제외한 모든 대륙에 영토를 가지고 있다. 프랑스의 과들루프, 레위니옹, 마르티니크, 프랑스령 기아나는 해외 레지옹으로 본토와 동일하게 취급된다.
- 네덜란드의 본토는 유럽에 속하지만, 해외영토인 네덜란드령 안틸레스가 남아메리카, 북아메리카에 결쳐있다.

## 모든 대륙에 걸친 나라
- 영국은 해외 영토가 남아메리카, 북아메리카, 아시아, 아프리카, 오세아니아, 유럽에 속하여 남극 대륙을 제외하고 모든 대륙에 영토를 가지고 있다. 남아메리카에는 사우스조지아 사우스샌드위치 제도, 포클랜드 제도가 있으며,북아메리카에는 몬트세랫, 버뮤다, 앵귈라, 영국령 버진아일랜드, 케이맨 제도, 터크스 케이커스 제도가 있다.오세아니아에는 핏케언 제도, 아시아에는 영국령 인도양 지역, 유럽에는 지브롤터, 아프리카에는 세인트헬레나 어센션 트리스탄다쿠냐가 있다.